# 1802 год в литературе

## Наиболее значимые произведения
- «Дельфина» — роман Жермены де Сталь
- «Мадмуазель де Клермон» — сентиментальный роман графини де Жанлис
- «Марфа-посадница, или покорение Новагорода» — повесть Николая Карамзина
- «Рене, или Следствия страстей» — роман Франсуа Рене де Шатобриана

## Родились
- 11 февраля — Лидия Мария Чайлд, американская писательница, борец за права женщин и индейцев (умерла в 1880).
- 26 февраля — Виктор Гюго, французский писатель (умер в 1885).
- 22 мая — Леопольд Фельдман, немецкий писатель и драматург (умер в 1882).
- 23 августа — Ян Эразим Воцель, чешский поэт-романтик, драматург (умер в 1871).
- 23 сентября — Бубе, Адольф — немецкий поэт и архивариус (умер в 1873).
- 26 ноября — Ипполит Тампуччи, французский поэт (умер в 1889).
- 29 ноября — Вильгельм Гауф, немецкий писатель-сказочник (умер в 1827).

## Умерли
- 18 апреля — Эразм Дарвин, английский поэт (родился в 1731).
- 24 сентября — Александр Николаевич Радищев, русский писатель (родился в 1749).